# Just Like You (Louis Tomlinson)
Just Like You is een promotiesingle van de Britse zanger Louis Tomlinson uit 2017.
Volgens Tomlinson is "Just Like You" een autobiografisch nummer. "Het was gewoon belangrijk voor mij om een nummer te schrijven wat mij zoveel mogelijk humaniseert, en dat de fans echt kunnen voelen dat ik net zoals hen ben - eerlijk, kwetsbaar en echt", aldus Tomlinson. Het nummer flopte in het Verenigd Koninkrijk met een 99e positie. In Nederland haalde het nummer de 15e positie in de Tipparade, en in Vlaanderen bereikte het ook de Tipparade.